# Gerbillus somalicus
Espèce
Synonymes
- Dipodillus somalicus (Thomas, 1910)

Statut de conservation UICN

 DD  : Données insuffisantes
Gerbillus somalicus est une espèce de gerbilles d'Afrique orientale appartenant à la famille des Muridés. Elle est classée par certains auteurs dans le genre Dipodillus.
Elle est présente en Somalie et à Djibouti.
Synonymes :
- Dipodillus somalicus[2]
- Dipodillus (Petteromys) somalicus[3]